# Сан-Домінгуш (Кабо-Верде, муніципалітет)
Сан-Домінгуш (порт. São Domingos) — один з 22 муніципалітетів Кабо-Верде. Розташований на острові Сантьягу.
Населення становить 14 037 осіб (2015). Площа муніципалітету — 147,5.

## Адміністративний поділ
До муніципалітету належать дві парафії (фрегезії): Носса-Сеньйора-да-Луз, Сан-Ніколау-Толентіно.

## Населення
Згідно із переписом населення 2010 року населення муніципалітету становило 13 808 осіб. За оцінкою 2015 року — 14 037.
У минулому динаміка зміни чисельності населення виглядала так:
| Рік  | Населення |
| ---- | --------- |
| 1990 | 11 526    |
| 2000 | 13 320    |
| 2010 | 13 699    |